# 蘇原大島町
蘇原大島町（そはらおおしまちょう）は、岐阜県各務原市の地名。現行行政町名は蘇原大島町一丁目から蘇原大島町七丁目。

## 地理
各務原市の蘇原地区に属する。
町域の東部は蘇原赤羽根町、蘇原吉野町、西部は蘇原宮塚町、蘇原宮代町、那加東野町、南部は蘇原瑞穂町、北部は蘇原宮塚町、蘇原宮代町に接する。
地名は1875年（明治8年）まで存在した各務郡大島村に因む。
町域には新境川が流れる。
道路
- 県道205号長森各務原線
- 県道93号川島三輪線
- おがせ街道
- さくら通り

## 歴史
かつてこの地域は各務郡大島村であった。1875年（明治8年）に大島村と宮代村が合併し大宮村が発足し大宮村字大島となる。1897年（明治30年）に大宮村、伊飛島村、和合村、三柿野村、古市場村、持田村が合併し蘇原村が発足し、蘇原村大字大島となる。1943年（昭和18年）に蘇原村が町制施行、蘇原町となると蘇原町大字大島となる。
1963年（昭和38年）4月1日、蘇原町、那加町、鵜沼町、稲羽町と合併し各務原市が発足すると、蘇原大島町が成立。
1968年（昭和43年）8月31日、蘇原大島町の一部、那加前洞町の一部をもって蘇原瑞穂町が成立。
1976年（昭和51年）3月27日、蘇原大島町の一部、蘇原島崎町の一部、蘇原古市場町の一部をもって蘇原赤羽根町が成立
1978年（昭和53年）12月16日、蘇原大島町の一部、蘇原宮代町及び岐阜市岩滝の一部をもって蘇原宮塚町が成立。蘇原大島町の残部で蘇原大島町一丁目から蘇原大島町七丁目が成立。
1979年（昭和54年）1月20日、那加前洞町の一部、蘇原大島町の一部、蘇原宮代町の一部、那加新加納外六ヶ所大字入会地の一部をもって那加北洞町が成立。

## 世帯数と人口
2024年（令和6年）10月1日現在の世帯数と人口は以下の通りである。
| 丁目             | 世帯数  | 人口  |
| ---------------- | ------- | ----- |
| 蘇原大島町一丁目 | 63世帯  | 171人 |
| 蘇原大島町二丁目 | 62世帯  | 131人 |
| 蘇原大島町三丁目 | 21世帯  | 67人  |
| 蘇原大島町四丁目 | 53世帯  | 145人 |
| 蘇原大島町五丁目 | 89世帯  | 218人 |
| 蘇原大島町六丁目 | 17世帯  | 53人  |
| 蘇原大島町七丁目 | 37世帯  | 92人  |
| 計               | 342世帯 | 877人 |

## 小・中学校の学区
市立小・中学校に通う場合、学区は以下の通りとなる。
| 番・番地等 | 小学校                   | 中学校               |
| ---------- | ------------------------ | -------------------- |
| 全域       | 各務原市立蘇原第一小学校 | 各務原市立蘇原中学校 |

## 主な施設
- 大島公民館
- 稲荷神社
- 浄念寺

## 交通機関
- 各務原市ふれあいバス東西線
- 岐阜バス尾崎団地線（一部）